# Cisneros (Palència)
Cisneros és un municipi de la província de Palència a la comunitat autònoma de Castella i Lleó (Espanya).

## Demografia
| 1991 | 1996 | 2001 | 2004 |
| ---- | ---- | ---- | ---- |
| 693  | 666  | 581  | 551  |

## Personalitats
- Virgilio Zapatero, ex ministre de Relacions amb les Corts entre 1986 i 1993
- García Jiménez (o Ximénez) de Cisneros (Cisneros, 1455 o 1456 - Montserrat, 27 de novembre de 1510), conegut com a abat Cisneros,